# Gli inaffidabili
Gli inaffidabili è un film del 1997 scritto, diretto e interpretato da Jerry Calà.

## Trama
Renato, ex cantante del gruppo Blue Moon, sposato con l'insopportabile figlia del ricco titolare d'una ditta di sanitari, coi soldi del quale ha avviato un lussuoso albergo vacanze, approfitta della partenza di moglie e suocero come volontari a Lourdes per invitare alcuni amici a inaugurare il nuovo locale per il fine settimana di Pasqua.
Durante i due giorni di permanenza degli ospiti si susseguono varie storie tra loro: a complicare però le cose, torna a sorpresa la moglie di Renato che, scoperta la festa organizzata dal marito, decide di metterlo alla porta.
Renato però rivendica il locale come sua creazione e si rifiuta di lasciarlo. Il suocero gli pone allora un ultimatum: trovare due miliardi di lire entro la fine della festa o andarsene. Renato si rivolge così agli amici per rilevare tutti insieme il locale. Tutti si mostrano entusiasti all'idea ma, al momento di versare la propria quota, si defilano accampando pretesti di comodo, lasciando solo Renato e rivelandosi così davvero "inaffidabili".